# Кібер прапор
Проект «Кібер прапор 21-1» — проект створення системи колективної безпеки у кібер-просторі. Ініціатива створення системи колективної системи «Кібер прапор 21-1» належить США. У квітні 2021 р. її озвучив президент США Джозеф Байден. До Проекту станом на квітень 2021 р. залучаються США, Велика Британія, Франція, Данія та Естонія. Крім того, до нього залучено Центр Джорджа Маршалла у Гарміші, в Німеччині.
Проект «Кібер прапор 21-1» спрямований на поліпшення загальної здатності США та їхніх союзників визначати, синхронізувати та одночасно реагувати на зловмисну кіберактивність, спрямовану проти критичної інфраструктури та ключових ресурсів країн світу.
CYBER FLAG 21-1 створить співтовариство захищених кібероператорів